# Leichtathletik-Weltmeisterschaften 1983/100 m der Frauen

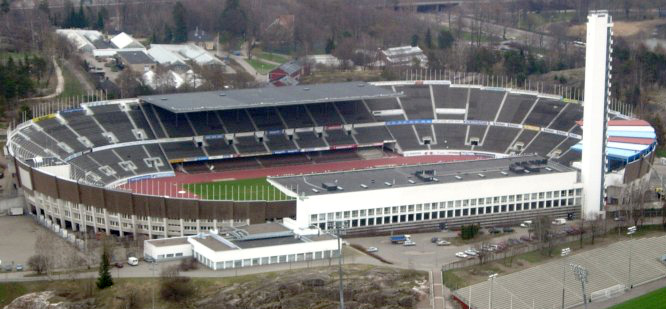
Das Olympiastadion in Helsinki

Der 100-Meter-Lauf der Frauen bei den Leichtathletik-Weltmeisterschaften 1983 fand am 7. und 8. August 1983 in Helsinki, Finnland, statt.
47 Sprinterinnen aus 34 Ländern nahmen an dem Wettbewerb teil. Die Athletinnen aus der DDR errangen mit Gold und Silber zwei Medaillen. Die Olympiazweite von 1980 und zweifache Europameisterin (1978/1982) Marlies Göhr gewann die Goldmedaille mit 10,97 s. Auch über 200 Meter und mit der 4-mal-100-Meter-Staffel ihres Landes war sie zuvor mehrfache Medaillengewinnerin bei Olympischen Spielen sowie Europameisterschaften und wurde auch hier Weltmeisterin mit ihrer Sprintstaffel. Silber ging mit 11,02 s an die Doppelolympiasiegerin (1976/1980) und Doppeleuropameisterin (1978/1982) über 400 Meter Marita Koch, die auch mit der 4-mal-400-Meter-Staffel der DDR 1980 Olympiazweite sowie zweifache Europameisterin (1978/1982) war und hier über 200 Meter sowie mit ihrer 4-mal-100-Meter-Staffel wenige Tage später Weltmeisterin wurde. Die Bronzemedaille gewann die US-Amerikanerin Diane Williams mit 11,06 s.

## Rekorde
Vor dem Wettbewerb galten folgende Rekorde:
| Weltrekord               | Evelyn Ashford                                                              | 10,79 s                                                                     | Colorado Springs, Vereinigte Staaten                                        | 3. Juli 1983                                                                |
| Weltmeisterschaftsrekord | Es gab noch keine WM-Rekorde, die Veranstaltung wurde erstmals ausgetragen. | Es gab noch keine WM-Rekorde, die Veranstaltung wurde erstmals ausgetragen. | Es gab noch keine WM-Rekorde, die Veranstaltung wurde erstmals ausgetragen. | Es gab noch keine WM-Rekorde, die Veranstaltung wurde erstmals ausgetragen. |

Der WM-Rekord wurde nach und nach auf zuletzt 10,97 s gesteigert (Marlies Göhr, DDR, im Finale am 8. August 1983).

## Vorläufe
7. August 1983
Aus den sieben Vorläufen qualifizierten sich die jeweils drei Ersten jedes Laufes – hellblau unterlegt – und zusätzlich die elf Zeitschnellsten – hellgrün unterlegt – für das Viertelfinale.

### Lauf 1

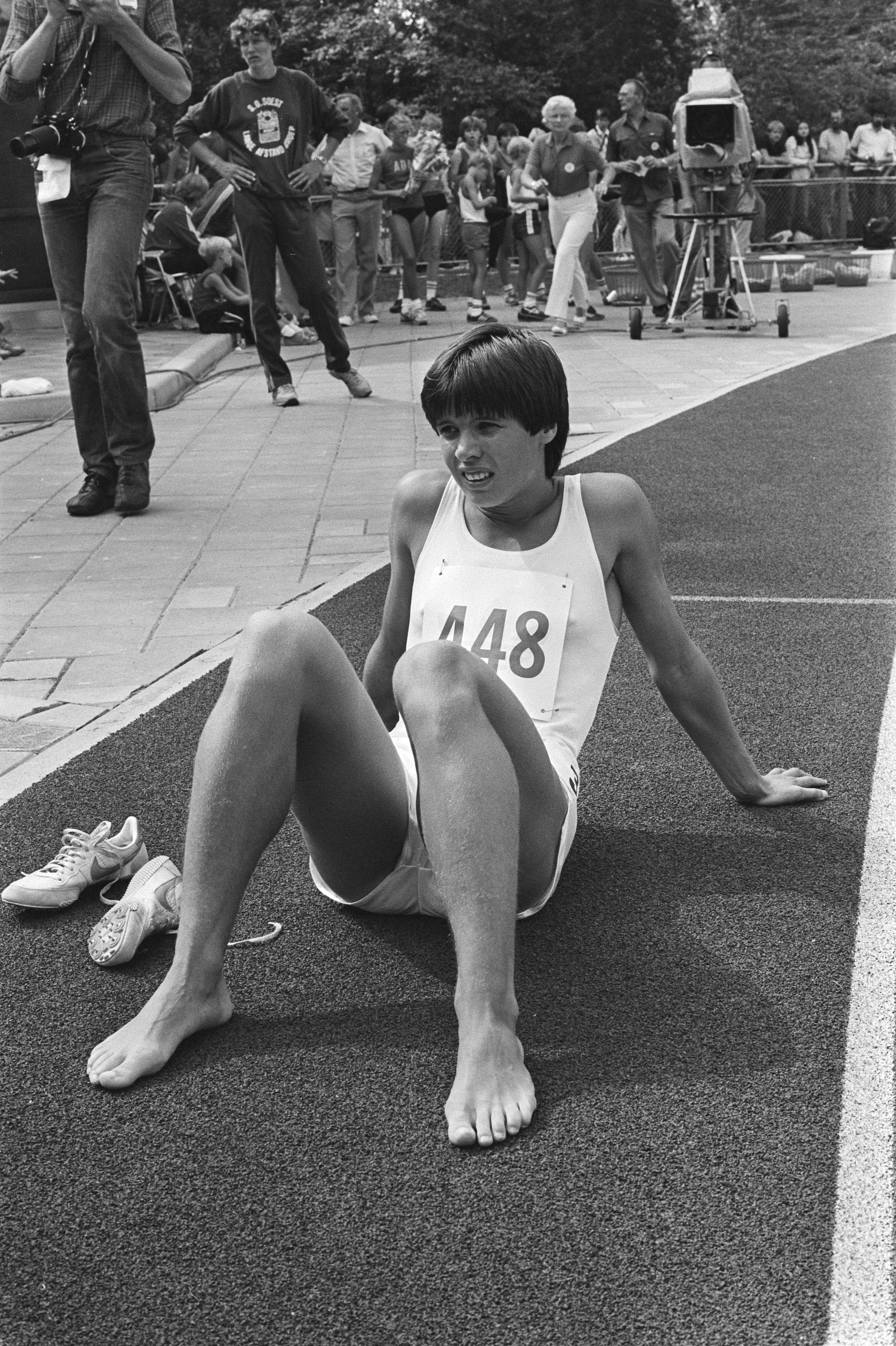
Els Vader verpasste die nächste Runde um einen Rang

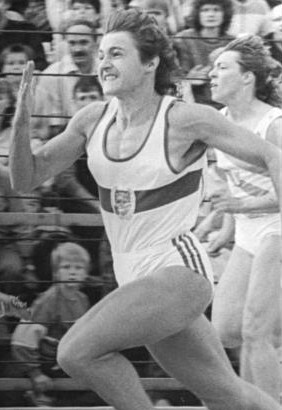
Silke Gladisch, spätere Silke Möller, schied als Fünfte ihres Rennens im Halbfinale aus

Wind: +1,1 m/s
| Platz | Athletin                  | Land                            | Zeit (s) |
| ----- | ------------------------- | ------------------------------- | -------- |
| 1     | Olga Antonowa             | Sowjetunion                     | 11,26 CR |
| 2     | Marlies Göhr              | Deutsche Demokratische Republik | 11,34    |
| 3     | Esmeralda de Jesus Garcia | Brasilien                       | 11,57    |
| 4     | Leleith Hodges            | Jamaika                         | 11,58    |
| 5     | Radislava Šoborová        | Tschechoslowakei                | 11,80    |
| 6     | Mary Mensah               | Ghana                           | 12,26    |
| 7     | Rose Phillips-King        | Britische Jungferninseln        | 12,87    |

### Lauf 2
Wind: +0,9 m/s
| Platz | Athletin            | Land                            | Zeit (s) |
| ----- | ------------------- | ------------------------------- | -------- |
| 1     | Marita Koch         | Deutsche Demokratische Republik | 11.24 CR |
| 2     | Angela Bailey       | Kanada                          | 11,31    |
| 3     | Rose-Aimée Bacoul   | Frankreich                      | 11,38    |
| 4     | Dorthe A. Rasmussen | Dänemark                        | 11,42    |
| 5     | Monika Hirsch       | BR Deutschland                  | 11,73    |
| 6     | Felicite Bada       | Benin                           | 13,15    |
|       | Ruth Enang Mesode   | Kamerun                         | DNS      |

### Lauf 3
Wind: +1,2 m/s
| Platz | Athletin           | Land                   | Zeit (s) |
| ----- | ------------------ | ---------------------- | -------- |
| 1     | Diane Williams     | Vereinigte Staaten     | 11,23 CR |
| 2     | Helinä Marjamaa    | Finnland               | 11,47    |
| 3     | Beverley Callender | Vereinigtes Königreich | 11,65    |
| 4     | Rufina Ubah        | Nigeria                | 11,67    |
| 5     | Esther Hope        | Trinidad und Tobago    | 12,19    |
| 6     | June Caddle        | Barbados               | 12,56    |
| 7     | Judith Nimpaye     | Burundi                | 14,65    |

### Lauf 4
Wind: +0,9 m/s
| Platz | Athletin               | Land               | Zeit (s) |
| ----- | ---------------------- | ------------------ | -------- |
| 1     | Evelyn Ashford         | Vereinigte Staaten | 11,15 CR |
| 2     | Marina Romanowa        | Sowjetunion        | 11,54    |
| 3     | Pauline Davis-Thompson | Bahamas            | 11,56    |
| 4     | Els Vader              | Niederlande        | 11,58    |
| 5     | Lena Möller            | Schweden           | 11,62    |
| 6     | Amie Ndow              | Gambia             | 12,63    |
|       | Semra Aksu             | Türkei             | DNS      |

### Lauf 5
Wind: +1,6 m/s
| Platz | Athletin             | Land                   | Zeit (s) |
| ----- | -------------------- | ---------------------- | -------- |
| 1     | Merlene Ottey        | Jamaika                | 11,30    |
| 2     | Anelija Nunewa       | Bulgarien              | 11,43    |
| 3     | Heather Oakes        | Vereinigtes Königreich | 11,60    |
| 4     | Marie-France Loval   | Frankreich             | 11,71    |
| 5     | Walapa Tangjitnusorn | Thailand               | 12,26    |
| 6     | Mo Myong-hee         | Südkorea               | 12,26    |
| 7     | Marisol Garcia       | Nicaragua              | 12,99    |

### Lauf 6
Wind: +0,3 m/s
| Platz | Athletin            | Land                     | Zeit (s) |
| ----- | ------------------- | ------------------------ | -------- |
| 1     | Angella Taylor      | Kanada                   | 11,45    |
| 2     | Shirley Thomas      | Vereinigtes Königreich   | 11,54    |
| 3     | Nadeschda Georgiewa | Bulgarien                | 11,58    |
| 4     | Ruperta Charles     | Antigua und Barbuda      | 12,18    |
| 5     | Evelyne Farrell     | Niederländische Antillen | 12,19    |
| 6     | Carmela Bolivar     | Peru                     | 12,31    |
| 7     | Pushpa Bhatta       | Nepal                    | 13,89    |

### Lauf 7
Wind: +2,1 m/s
| Platz | Athletin              | Land                            | Zeit (s) |
| ----- | --------------------- | ------------------------------- | -------- |
| 1     | Alice Brown           | Vereinigte Staaten              | 11,26    |
| 2     | Silke Gladisch        | Deutsche Demokratische Republik | 11,28    |
| 3     | Laurence Bily         | Frankreich                      | 11,53    |
| 4     | Juliet Cuthbert       | Jamaika                         | 11,58    |
| 5     | Lydia De Vega-Mercado | Philippinen                     | 11,74    |
| 6     | Shen Shu-foog         | Chinesisch Taipeh               | 11,85    |
| 7     | Koumba Kante          | Guinea                          | 13,37    |

## Viertelfinale
7. August 1983
Aus den vier Viertelfinalläufen qualifizierten sich die jeweils vier Ersten jedes Laufes – hellblau unterlegt – für das Halbfinale.

### Lauf 1
Wind: +0,8 m/s
| Platz | Athletin           | Land               | Zeit (s) |
| ----- | ------------------ | ------------------ | -------- |
| 1     | Anelija Nunewa     | Bulgarien          | 11,20    |
| 2     | Angella Taylor     | Kanada             | 11,24    |
| 3     | Alice Brown        | Vereinigte Staaten | 11,30    |
| 4     | Olga Antonowa      | Sowjetunion        | 11,32    |
| 5     | Els Vader          | Niederlande        | 11,56    |
| 6     | Leleith Hodges     | Jamaika            | 11,63    |
| 7     | Marie-France Loval | Frankreich         | 11,79    |
| 8     | Monika Hirsch      | BR Deutschland     | 11,91    |

### Lauf 2
Wind: −0,6 m/s
| Platz | Athletin                  | Land                            | Zeit (s) |
| ----- | ------------------------- | ------------------------------- | -------- |
| 1     | Marita Koch               | Deutsche Demokratische Republik | 11,25    |
| 2     | Merlene Ottey             | Jamaika                         | 11,33    |
| 3     | Helinä Marjamaa           | Finnland                        | 11,34    |
| 4     | Nadeschda Georgiewa       | Bulgarien                       | 11,43    |
| 5     | Beverley Callender        | Vereinigtes Königreich          | 11,48    |
| 6     | Esmeralda de Jesus Garcia | Brasilien                       | 11,64    |
| 7     | Dorthe A. Rasmussen       | Dänemark                        | 11,67    |
| 8     | Lydia De Vega-Mercado     | Philippinen                     | 11,90    |

### Lauf 3
Wind: −0,2 m/s
| Platz | Athletin               | Land                            | Zeit (s) |
| ----- | ---------------------- | ------------------------------- | -------- |
| 1     | Diane Williams         | Vereinigte Staaten              | 11,25    |
| 2     | Silke Gladisch         | Deutsche Demokratische Republik | 11,36    |
| 3     | Rose-Aimée Bacoul      | Frankreich                      | 11,42    |
| 4     | Shirley Thomas         | Vereinigtes Königreich          | 11,48    |
| 5     | Rufina Ubah            | Nigeria                         | 11,60    |
| 6     | Pauline Davis-Thompson | Bahamas                         | 11,62    |
| 7     | Juliet Cuthbert        | Jamaika                         | 11,67    |
| 8     | Radislava Šoborová     | Tschechoslowakei                | 11,90    |

### Lauf 4
Wind: −0,2 m/s
| Platz | Athletin        | Land                            | Zeit (s) |
| ----- | --------------- | ------------------------------- | -------- |
| 1     | Evelyn Ashford  | Vereinigte Staaten              | 11,11 CR |
| 2     | Marlies Göhr    | Deutsche Demokratische Republik | 11,16    |
| 3     | Angela Bailey   | Kanada                          | 11,36    |
| 4     | Heather Oakes   | Vereinigtes Königreich          | 11,57    |
| 5     | Marina Romanowa | Sowjetunion                     | 11,61    |
| 6     | Lena Möller     | Schweden                        | 11,75    |
| 7     | Laurence Bily   | Frankreich                      | 11,76    |
| 8     | Shen Shu-foog   | Chinesisch Taipeh               | 12,17    |

## Halbfinale
8. August 1983
Aus den zwei Halbfinalläufen qualifizierten sich die jeweils vier Ersten jedes Laufes – hellblau unterlegt – für das Finale.

### Lauf 1
Wind: −0,5 m/s
| Platz | Athletin        | Land                            | Zeit (s) |
| ----- | --------------- | ------------------------------- | -------- |
| 1     | Marlies Göhr    | Deutsche Demokratische Republik | 11,05 CR |
| 2     | Angela Bailey   | Kanada                          | 11,18    |
| 3     | Diane Williams  | Vereinigte Staaten              | 11,21    |
| 4     | Helinä Marjamaa | Finnland                        | 11,29    |
| 5     | Silke Gladisch  | Deutsche Demokratische Republik | 11,30    |
| 6     | Anelija Nunewa  | Bulgarien                       | 11,31    |
| 7     | Alice Brown     | Vereinigte Staaten              | 11,33    |
| 8     | Shirley Thomas  | Vereinigtes Königreich          | 11,53    |

### Lauf 2
Wind: −0,6 m/s
| Platz | Athletin            | Land                            | Zeit (s) |
| ----- | ------------------- | ------------------------------- | -------- |
| 1     | Evelyn Ashford      | Vereinigte Staaten              | 10,99 CR |
| 2     | Marita Koch         | Deutsche Demokratische Republik | 11,08    |
| 3     | Angella Taylor      | Kanada                          | 11,22    |
| 4     | Merlene Ottey       | Jamaika                         | 11,26    |
| 5     | Olga Antonowa       | Sowjetunion                     | 11,30    |
| 6     | Nadeschda Georgiewa | Bulgarien                       | 11,36    |
| 7     | Heather Oakes       | Vereinigtes Königreich          | 11,50    |
| 8     | Rose-Aimée Bacoul   | Frankreich                      | 11,59    |

## Finale

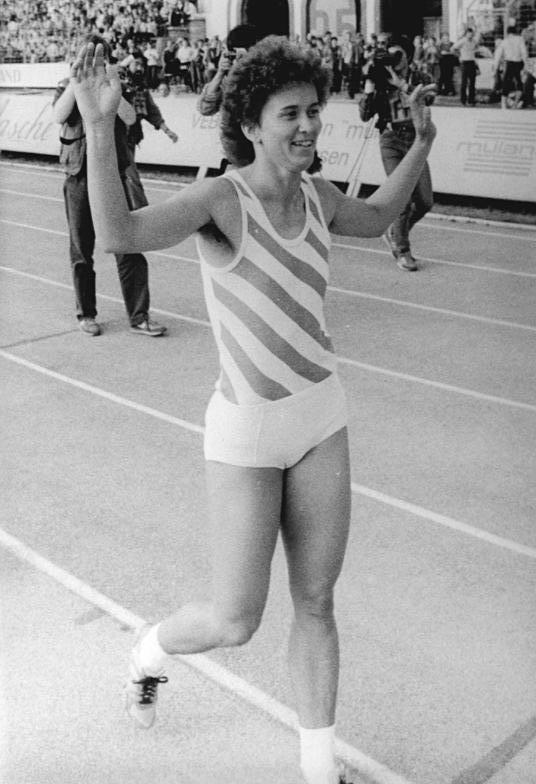
Weltmeisterin Marlies Göhr, Olympiazweite von 1980 und zweifache Europameisterin (1978/1982) – hier auch Weltmeisterin mit ihrer Sprintstaffel

8. August 1983

Wind: −0,5 m/s
| Platz | Athletin        | Land                            | Zeit (s) |
| ----- | --------------- | ------------------------------- | -------- |
|       | Marlies Göhr    | Deutsche Demokratische Republik | 10,97 CR |
|       | Marita Koch     | Deutsche Demokratische Republik | 11,02    |
|       | Diane Williams  | Vereinigte Staaten              | 11,06    |
| 4     | Merlene Ottey   | Jamaika                         | 11,19    |
| 5     | Angela Bailey   | Kanada                          | 11,20    |
| 6     | Helinä Marjamaa | Finnland                        | 11,24    |
| 7     | Angella Taylor  | Kanada                          | 11,30    |
|       | Evelyn Ashford  | Vereinigte Staaten              | DNF      |

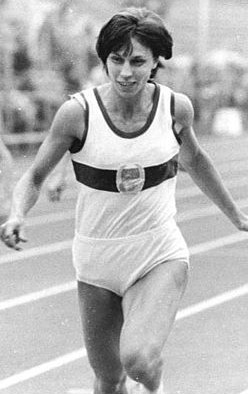
Vizeweltmeisterin Marita Koch, Doppelolympiasiegerin (1976/1980) und Doppeleuropameisterin (1978/1982) über 400 Meter – hier mit ihrer 4-mal-100-Meter-Staffel ebenfalls Weltmeisterin
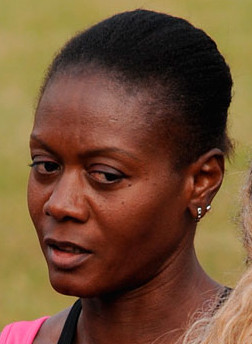
Rang vier für Merlene Ottey, über 200 Meter 1980 Olympiadritte und hier auf dem zweiten Platz

## Video
- Women's 100m - Helsinki 1983 - 50 fps, veröffentlicht am 20. August 2015 auf youtube.com, abgerufen am 11. April 2020